# Marysin (gmina Bychawa)
Marysin – wieś w Polsce położona w województwie lubelskim, w powiecie lubelskim, w gminie Bychawa.
W latach 1958–1972 w granicach miasta Bychawy. 1 stycznia 1958 wieś Marysin stała się częścią Bychawy, w związku z przekształceniem gromady Bychawa (do której Marysin – jako składowa gromady (sołectwa) Bychawa, utworzonej w 1933 roku – przynależał od 1954 roku) w miasto. 1 stycznia 1973 główna część Marysina (192 ha) wyłączono z Bychawy, tworząc w ten sposób obecną wieś Marysin. Początkowo wchodził w skład sołectwa Wola Duża, lecz 10 kwietnia 1984 wydzielono go z Woli Dużej, tworząc w Marysinie odrębne sołctwo.
W latach 1975–1998 miejscowość należała administracyjnie do województwa lubelskiego.
Wieś stanowi sołectwo gminy Bychawa. Według Narodowego Spisu Powszechnego z roku 2011 wieś liczyła 93 mieszkańców.
Wierni Kościoła rzymskokatolickiego należą do parafii św. Jana Chrzciciela i św. Franciszka z Asyżu w Bychawie.